# Leonor Telles
Leonor Telles de Menezes, född 1350 i Trás-os-Montes e Alto Douro i Portugal, död 1405 Kastilien, var drottning av Portugal, gift med Ferdinand I av Portugal.
Hon var Portugals regent som förmyndare för sin dotter Beatrice av Portugal 1383-1384, vars rättigheter till tronen hon försvarade med hjälp av sina bröder och sin svärson kung Johan I av Kastilien, och var som sådan en centralfigur i tronföljdskrisen 1383–1385. I Portugal blev hon kallad "Den Förrädiska" på grund av sitt äktenskapsbrott och dels för att hon uppfattades ha svikit sitt födelseland Portugal, och Alexandre Herculano jämförde henne med "Den portugisiska Lucrezia Borgia".  

## Biografi
Leonor var dotter till en portugisisk adelsman. 
Hon gifte sig med Dom João Lourenço da Cunha, Herre av Pombeiro. Paret fick en son, Dom Álvaro da Cunha. 
Hon beskrivs som en rödhårig skönhet. 

### Drottning
Hennes syster var hovdam hos prinsessan Beatrice av Portugal. Vid bröllopet mellan Beatrice av Portugal och den kastilianska prinsen Sancho av Alburquerque mötte Leonor och kung Ferdinand I av Portugal. Kung Ferdinand blev förälskad i Leonor, och inledde försök att få hennes äktenskap annullerat. Det är omdiskuteras huruvida hennes första äktenskap verkligen blev lagligen annullerat eller inte. 
Oavsett om Leonor Telles första äktenskap blev annullerat eller inte, gifte sig Leonor och kung Ferdinand I 5 maj 1372. Giftermålet upphöjde hennes familj till en maktställning vid hovet, och ifrågasattes genast av kungens halvbröder. 
1373 fick Leonor sin dotter Beatrice. Kung Ferdinand förklarade 1376 Beatrice för sin tronarvinge. Beatrice trolovades med kung Johan I av Kastilien: i äktenskapskontraktet beslöts att Beatrices framtida son skulle ärva Portugal efter henne, men att Kastilien och Portugal skulle förbli separata riken, och att Portugal skulle regeras som guvernör av Leonor. 
Leonor engagerade sig statens affärer direkt efter giftermålet med kungens godkännande. Hon kritiserades för att utnämna kastilianare till höga positioner. Kastilianaren Juan Fernández de Andeiro var hennes och kungens främsta rådgivare 1381-83, och ryktades vara Leonors älskare och far till den son hon födde 1382, och som avled som spädbarn. 

### Regent
I maj 1383 gifte sig hennes dotter Beatrice med kung Johan av Kastilien. I september födde Leonor en dotter (som snart avled), och som allmänt förmodades vara dotter till Juan Fernández de Andeiro, eftersom kungen då var sjuk. 
I oktober 1383 avled kung Ferdinand I. Leonor Telles lät i enlighet med sin makes testamente förklara sin frånvarande dotter för regerande drottning av Portugal och sig själv som sin dotters regent och guvernör i Portugal. Hennes regering godkändes av Cortes eftersom den var i enlighet med kungens testamente, men var impopulär. Hennes älskare och rådgivare Juan Fernández de Andeiro utsattes för två attentat och mördades i december 1383. 
Efter mordet på Juan Fernández de Andeiro befann sig Leonor i en svår situation och bad sin svärson kung Johan av Kastilien om en militär intervention. Han ställde som krav att hon skulle avsäga sig regentskapet till hans egen förmån. I januari 1384 uppgav Leonor mot sina rådgivares vilja sina befogenheter som regent till sin svärson, som utropade sig till kung av Portugal jure uxoris och uteslöt både sin hustru och svärmor från makten. 

### Senare liv
Leonor mötte sedan sin svärson och dotter vid deras intåg i Portugal. En konspiration upptäcktes då Leonor hade intrigerat mot sin svärsons liv. I mars 1384 lät kung Johan av Kastilien gripa och förvisa sin svärmor till Kastilien. Han förvisade henne först till klostret i Tordesillas, men hon vägrade att gå i kloster. Hon förklarade för sin svärson: 
"Du kan göra detta mot en syster om du önskar; göra henne till nunna i ett kloster om du vill; men du kan aldrig göra mig till en nunna, era ögon kommer aldrig att få se detta".
Hennes svärson och dotter förlorade mot hennes svåger Johan I av Portugal i slaget vid Aljubarrota i augusti 1385. Själv blev Leonor Telles aldrig nunna, men hennes vidare liv är bristfälligt dokumenterat. Traditionellt anges hon ha avlidit i Tordesillas 27 april 1386, men det har visat sig inte stämma. När hennes svärson avled i oktober 1390 lovade hans son och efterträdare att ta hand om sin svärmor Beatrice och Beatrices mor Leonor. Hon bosatte sig 1391 i Valladolid, som tillhörde hennes dotters morgongåva, och hade ett förhållande med Zoilo Íñiguez, med vilken hon fick två barn. Hon förmodas ha avlidit under år 1405. När Kastiliens kung avled i december 1406 nämndes Beatrice, men inte hennes mor Leonor.